# بيركهولدرية مقوية للنباتات
بيركهولدرية مقوية للنباتات (الاسم العلمي: Burkholderia phytofirmans) هي نوع من البكتيريا، سلبية الغرام، تتبع جنس البيركهولدرية.